# Omega 8: Csillagok útján
A Csillagok útján az Omega nyolcadik magyar stúdióalbuma, a space rock korszak második nagylemeze. A második legsikeresebb Omega-album, egyúttal magyar zenei lemez. Anyaga angolul is elkészült, Skyrover címmel. Ez utóbbinak címadó dala, nem a Csillagok útján, hanem az Égi vándor című dal angol nyelvű változata.

## Kiadások
| Év   | Kiadó           | Formátum | Sorszám    | Megjegyzések |
| ---- | --------------- | -------- | ---------- | --- |
| 1978 | MHV Pepita      | LP       | SLPX 17570 | |
| 1978 | MHV             | MC       |            | |
| 1993 | Hungaroton Mega | CD       | 93/M-089   | |
| 1994 | Hungaroton Mega | CD       | HCD 17570  | Égi vándor 1974–1981 – Az Omega összes nagylemeze II.. |
| 2002 | Hungaroton Mega | CD       | MCDA 87618 | Csillagok útján – Skyrover – angol változattal közös felújított kiadás, az Antológia vol. 3. 1975–1980 – Space rock albumok részeként és önállóan is megjelent. |
| 2002 | BMG Germany     | CD       |            | Anthology vol. 3. 1975–1980 – Space Rock Alben – németországi licenckiadás.                                                                                     |
| 2015 | Hungaroton      | CD       |            | LP Anthology – Az Omega első 13 albumának gyűjteményes kiadása, az eredeti lemezek hangzásával és dallistájával.                                                |

## Dalok
A dalokat kollektíven jegyzi zeneszerzőként az Omega. A szövegíró Várszegi Gábor, kivéve a két Metamorfózis, amelyek szövegét Sülyi Péter írta, valamint az instrumentális Nyitány és Finálé. Utóbbiak tartalmaznak Ludwig van Beethoventől származó részleteket is. Bár azóta nyilvánosan is elismerték, hogy Várszegi Gábor neve alatt Bródy János (is) írt szövegeket az Omegának, hivatalosan továbbra is az eredeti formában jegyzik a szerzőséget.

### Első oldal
1. Nyitány
2. Égi vándor
3. Léna
4. Légy erős

### Második oldal
1. Metamorfózis I.
2. Bíbor hölgy
3. Csillagok útján
4. Metamorfózis II.
5. Finálé

### Bónusz a 2002-es kiadáson
A 2002-ben az Antológia-sorozatban megjelent felújított kiadásra felkerült az angol változat is.
1. Overture (Nyitány)
2. Skyrover (Égi vándor)
3. Russian Winter (Léna)
4. The Lost Prophet (Légy erős)
5. Metamorphosis (Metamorfózis I.)
6. Purple Lady (Bíbor hölgy)
7. High On The Starway[1] (Csillagok útján)
8. The Hope, the Bread and the Wine (Metamorfózis II.)
9. Final (Finálé)

## Az együttes tagjai
- Omega
  - Benkő László – billentyűs hangszerek
  - Debreczeni Ferenc – dob, ütőhangszerek
  - Kóbor János – ének, vokál
  - Mihály Tamás – basszusgitár
  - Molnár György – gitár
- Szánti Judit, Szigeti Edit, Várszegi Éva – vokál